# Zhongfang
För andra betydelser, se Zhongfang (olika betydelser).
Zhongfang är ett härad som lyder under Huaihuas stad på prefekturnivå i Hunan-provinsen i sydöstra Kina.